# Ouvrage de Schœnenbourg
L'ouvrage de Schœnenbourg, ou ouvrage de Schoenenbourg, est un ouvrage fortifié de la ligne Maginot, situé à la limite des communes de Hunspach et d'Ingolsheim, dans le département français du Bas-Rhin en région Grand Est.
C'est un gros ouvrage d'artillerie, comptant huit blocs. Construit à partir de 1931, il a été légèrement abimé par les combats de juin 1940, puis par les sabotages allemands de 1945, avant d'être réparé au début de la guerre froide.
C'est le plus grand ouvrage de la ligne ouvert au public en Alsace, inscrit dans son intégralité à l'inventaire supplémentaire des monuments historiques, avec tous ses éléments d'origine.

## Position sur la ligne
Faisant partie du sous-secteur de Pechelbronn dans le secteur fortifié de Haguenau, l'ouvrage de Schœnenbourg, portant l'indicatif O 800, est intégré à la « ligne principale de résistance » entre les casemates CORF d'intervalle de Breitenacker Sud à l'ouest et d'Ingolsheim Ouest à l'est, à portée de tir des canons du gros ouvrage du Hochwald (demi-ouvrage Est, indicatif O 720). Il est l'ouvrage le plus oriental parmi ceux du Nord-Est (la ligne se poursuit le long du Rhin uniquement avec des casemates).
Les deux entrées sont à contre-pente dans l'Hinterwald, un bois à l'extrémité occidentale de la commune de Hunspach et à 1 800 mètres au nord de Schœnenbourg. Les blocs de combat de l'ouvrage sont installés à l'altitude (cote) 200 mètres au sud-ouest d'Ingolsheim, dominant les environs.

## Description
L'ouvrage est composé en surface de six blocs de combat et de deux blocs d'entrée, avec en souterrain des magasins à munitions (un M 1 et plusieurs M 2), une usine (avec quatre groupes électrogènes Sulzer de 165 chevaux) et une caserne, le tout relié par des galeries profondément enterrées.
Les combats de la Première Guerre mondiale ont appris à séparer les entrées et les casernements des blocs de combats : sur les ouvrages de la ligne Maginot les blocs de combats sont appelés « avants », ils sont distants de plusieurs kilomètres des blocs d'entrées, des casernements et des magasins de munitions qui sont appelés « arrières ». Les avants et les arrières sont reliés par une galerie de plus de 1 500 mètres.

### Avants
Bloc 1
Le bloc 1 est une casemate d'infanterie sur deux niveaux flanquant vers l'ouest. Il est équipé de deux créneaux pour jumelages de mitrailleuses dont un peut être remplacé en cas de nécessité par un canon antichar de 47 mm (JM/AC 47), un fusil-mitrailleur en flanquement et une issue de secours menant dans le fossé diamant. Le bloc est protégé par deux cloches GFM (guetteur fusil-mitrailleur). Le bloc 1 est particulièrement difficile à ravitailler car il ne dispose pas de monte-charge, les munitions devaient donc être montées par les hommes.

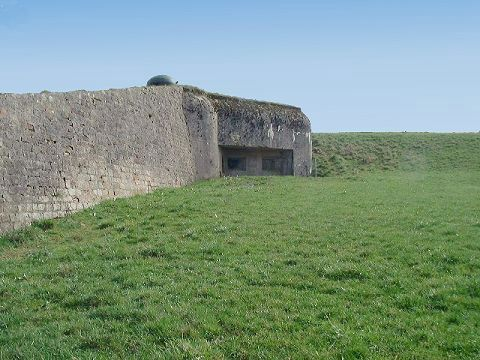
Les créneaux de tir de la façade.
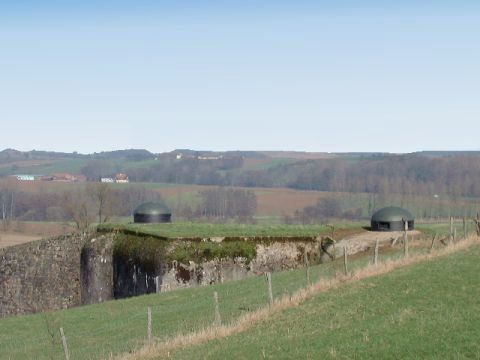
Les dessus du bloc.
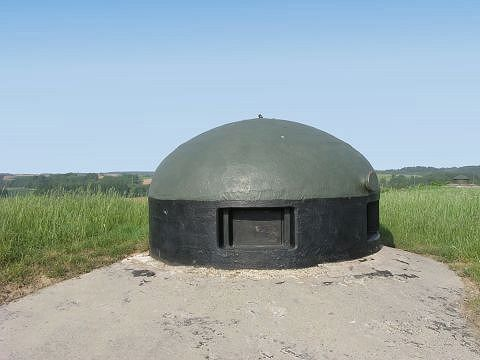
La cloche GFM nord.
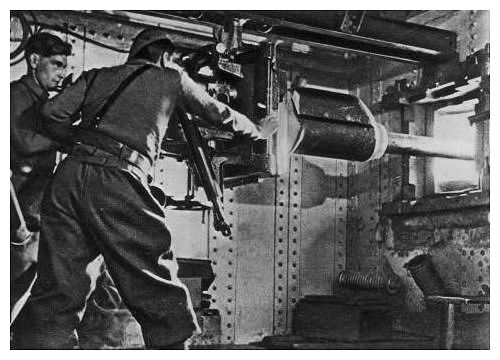
Remplacement du JM par l'AC 47 en 1940.

Bloc 2
Le bloc 2 est un bloc pour une tourelle de mitrailleuses. Malgré l'efficacité de la tourelle, les dessus du bloc sont protégés par une cloche GFM. Mais, comme le bloc 1, il ne dispose pas de monte-charge et les munitions devaient donc être amenées à dos d'hommes.

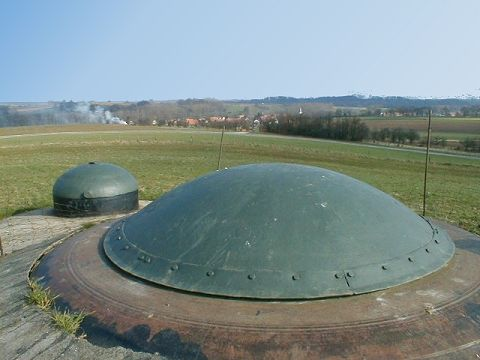
La tourelle à éclipse et la cloche GFM.
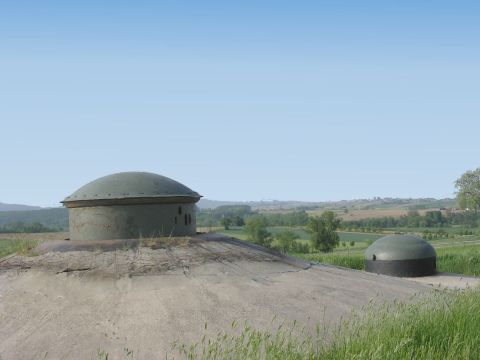
La tourelle en batterie et la cloche GFM.
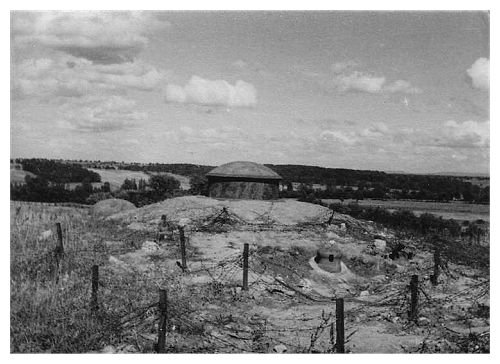
Le bloc en 1940, on aperçoit le réseau antipersonnel de barbelés.

Bloc 3
Le bloc 3 est un bloc pour une tourelle de 75 mm. Les dessus du bloc sont protégés par une cloche GFM, ce qui n'était pas recommandé car la cloche crée un angle de tir mort. Les dessous quant à eux accueillent les magasins de munitions M 1 et M 2 ainsi que le poste de commandement du bloc. Le bloc possède un monte-charge d'une capacité de 2,5 tonnes.

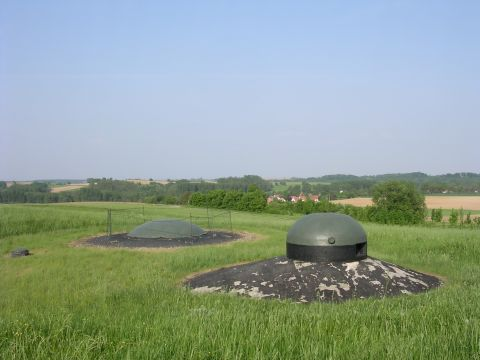
Les dessus du bloc.
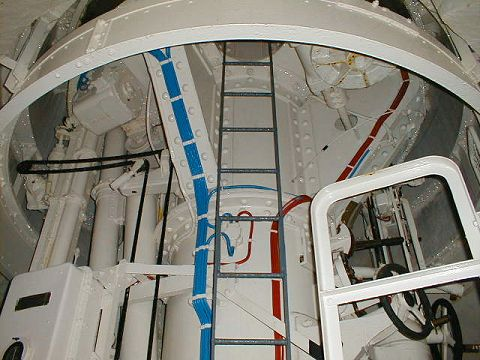
L'étage intermédiaire.
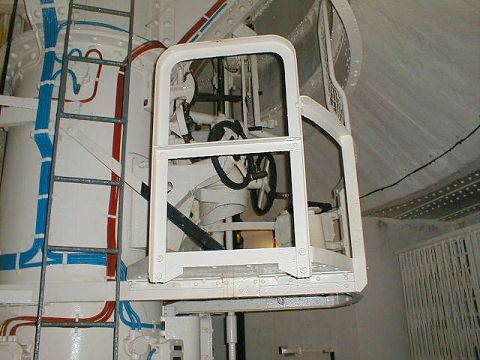
Les commandes de la tourelle.

Bloc 4

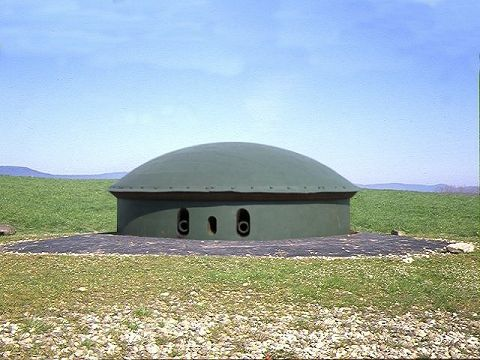
La tourelle est en batterie.
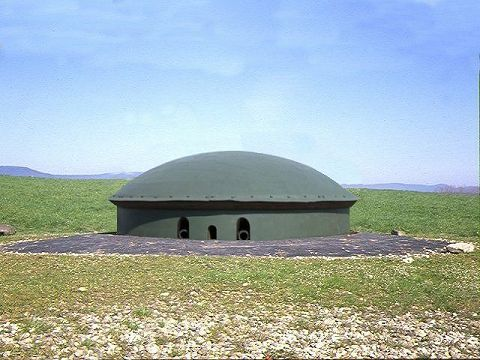
La tourelle entame sa manœuvre.
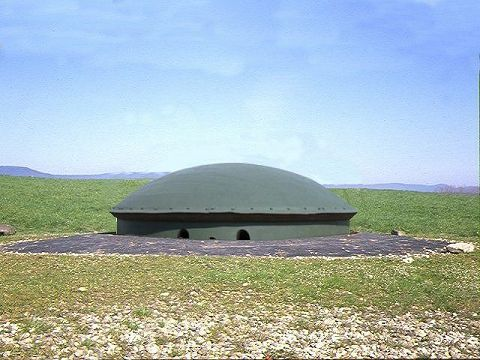
La manœuvre continue.
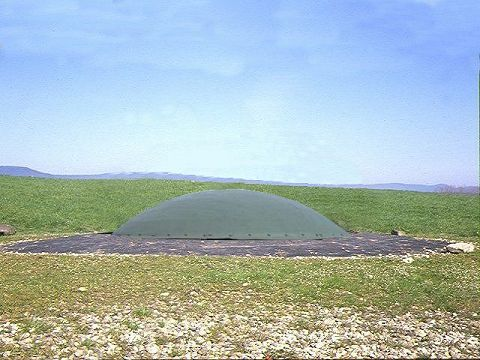
La tourelle est en éclipse.
Animation de la manœuvre.

Le bloc 4 est identique au bloc 3 mais possède en plus une cloche VDP (vue directe et périscopique, indicatif O 5).
Bloc 5
Le bloc 5 est un bloc pour une tourelle pour deux mortiers de 81 mm. Les dessus du bloc sont protégés par une cloche GFM et une cloche LG (lance-grenades, qui ne sera jamais armé). Le bloc possède un monte-charge d'une capacité de 500 kg.
Bloc 6
Le bloc 6 est identique au bloc 1 mais ne possède qu'une seule cloche GFM.

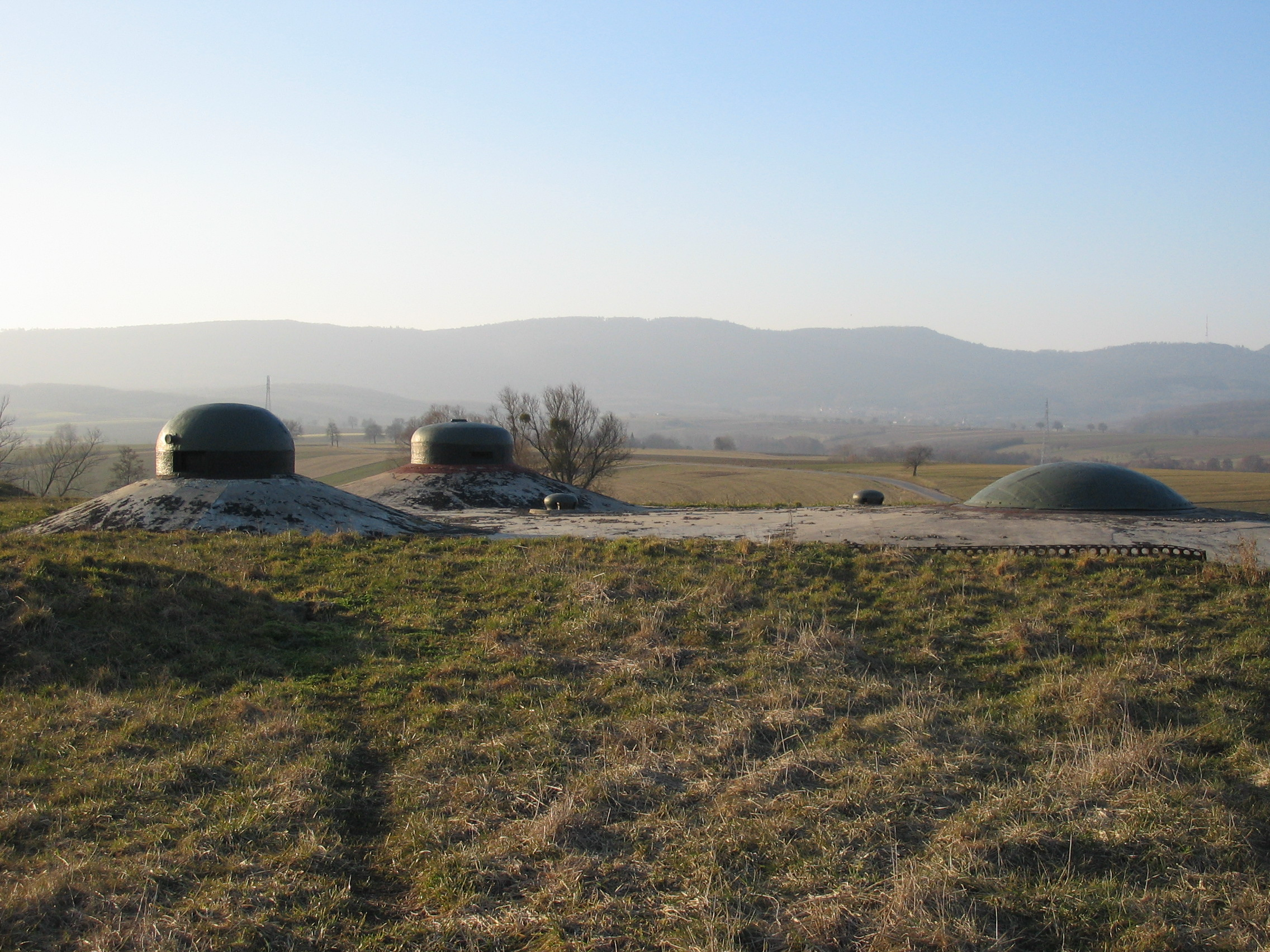
Les dessus du bloc 4.
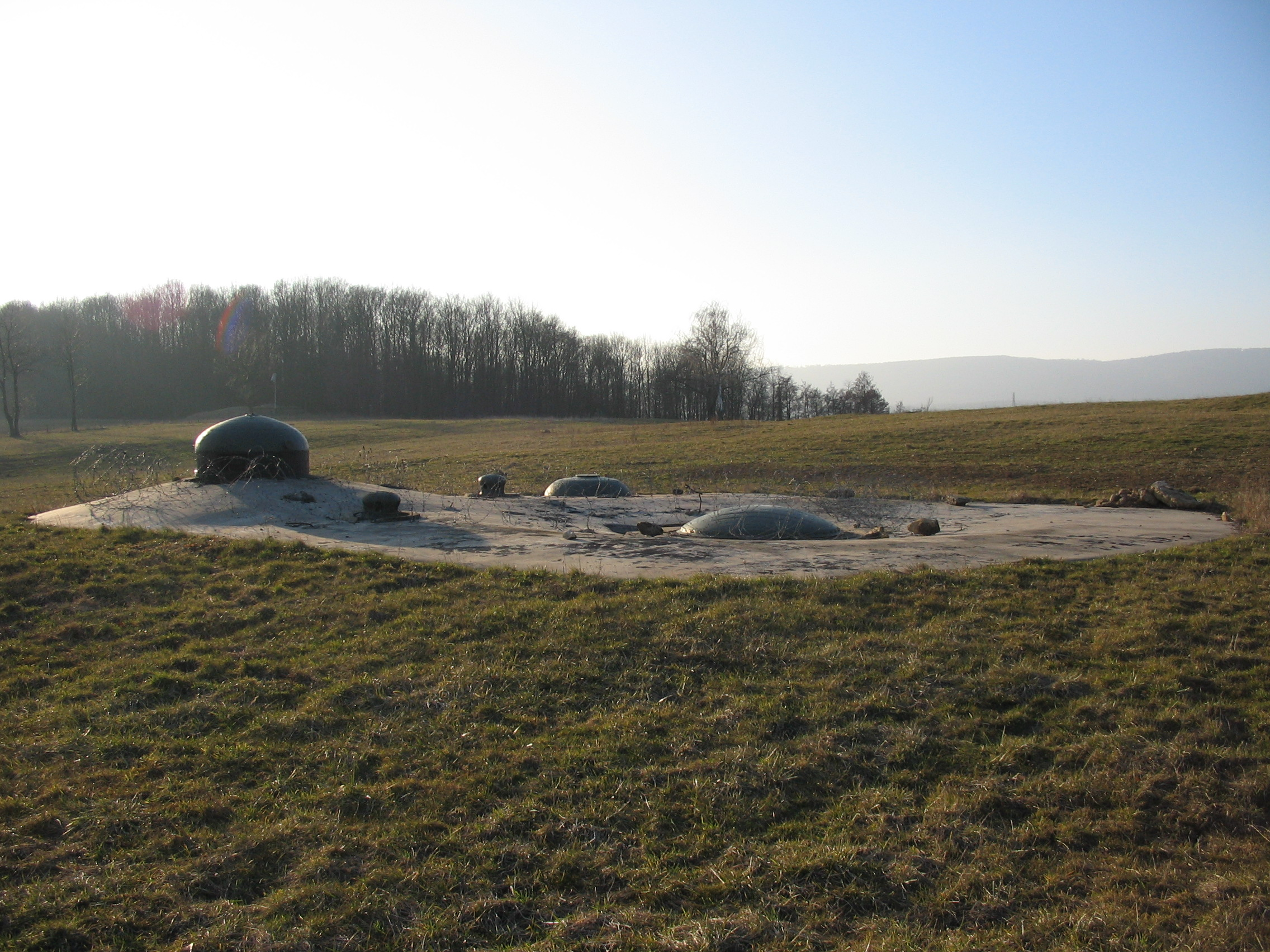
Les dessus du bloc 5.
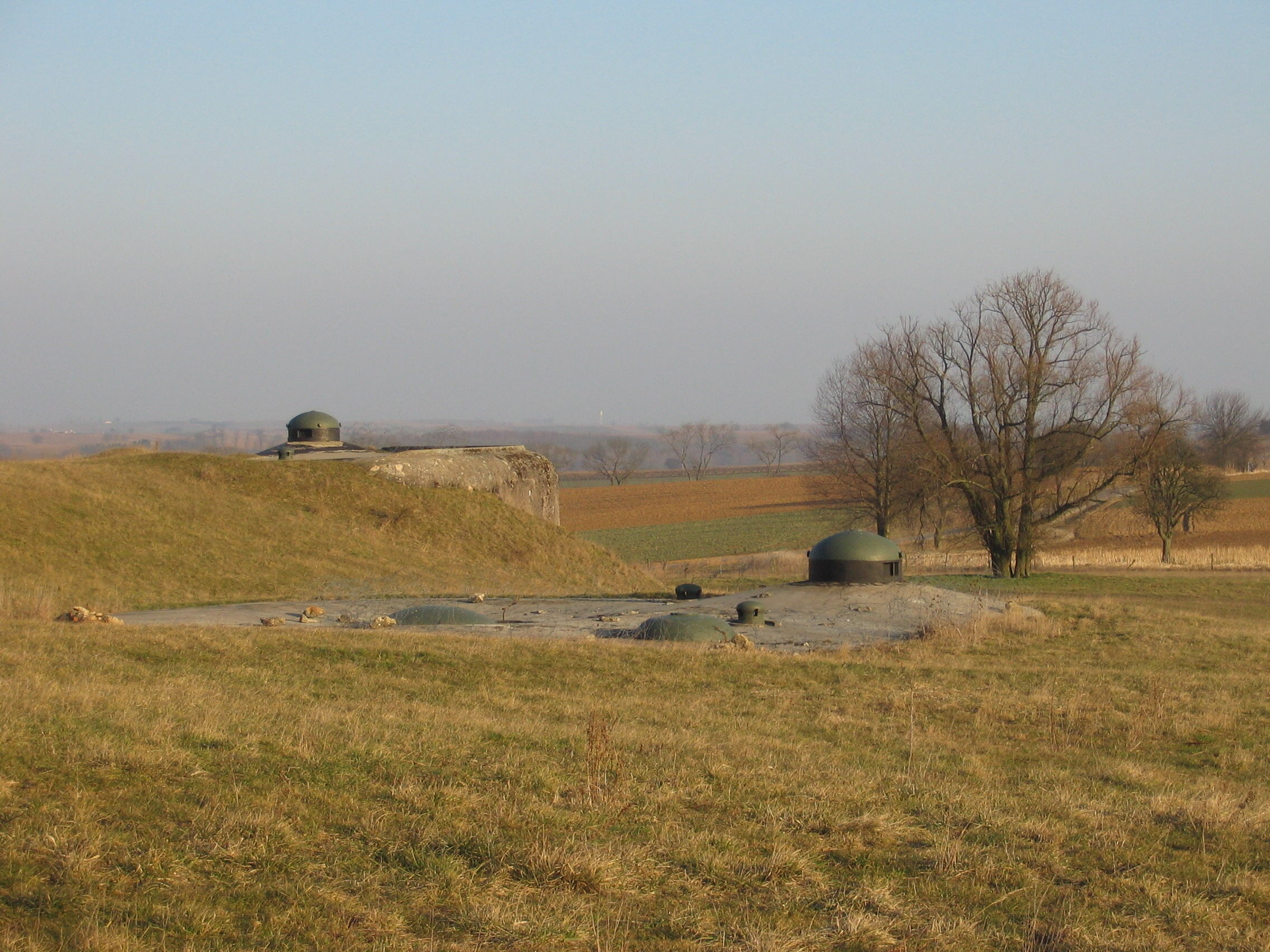
Les blocs 5 et 6.

### Arrières
Bloc 7
Le bloc 7 est le bloc d'entrée pour les munitions (EM). Il possède deux monte-charges, l'un de 5 tonnes, l'autre de 2,5 tonnes. Le bloc est protégé par deux cloches GFM, trois créneaux pour fusils-mitrailleurs, un créneau pour un jumelage de mitrailleuses pouvant être remplacé en cas de nécessité par un canon anti-char de 47 mm. Pour sa défense rapprochée, le bloc possède également un blockhaus interne pourvu d'un fusil-mitrailleur.
Le bloc 7 est aussi le support de l'antenne de transmission pour la TSF (transmission sans fils).
Dans ses dessous, le bloc 7 abrite un des magasins à munitions de l'ouvrage.

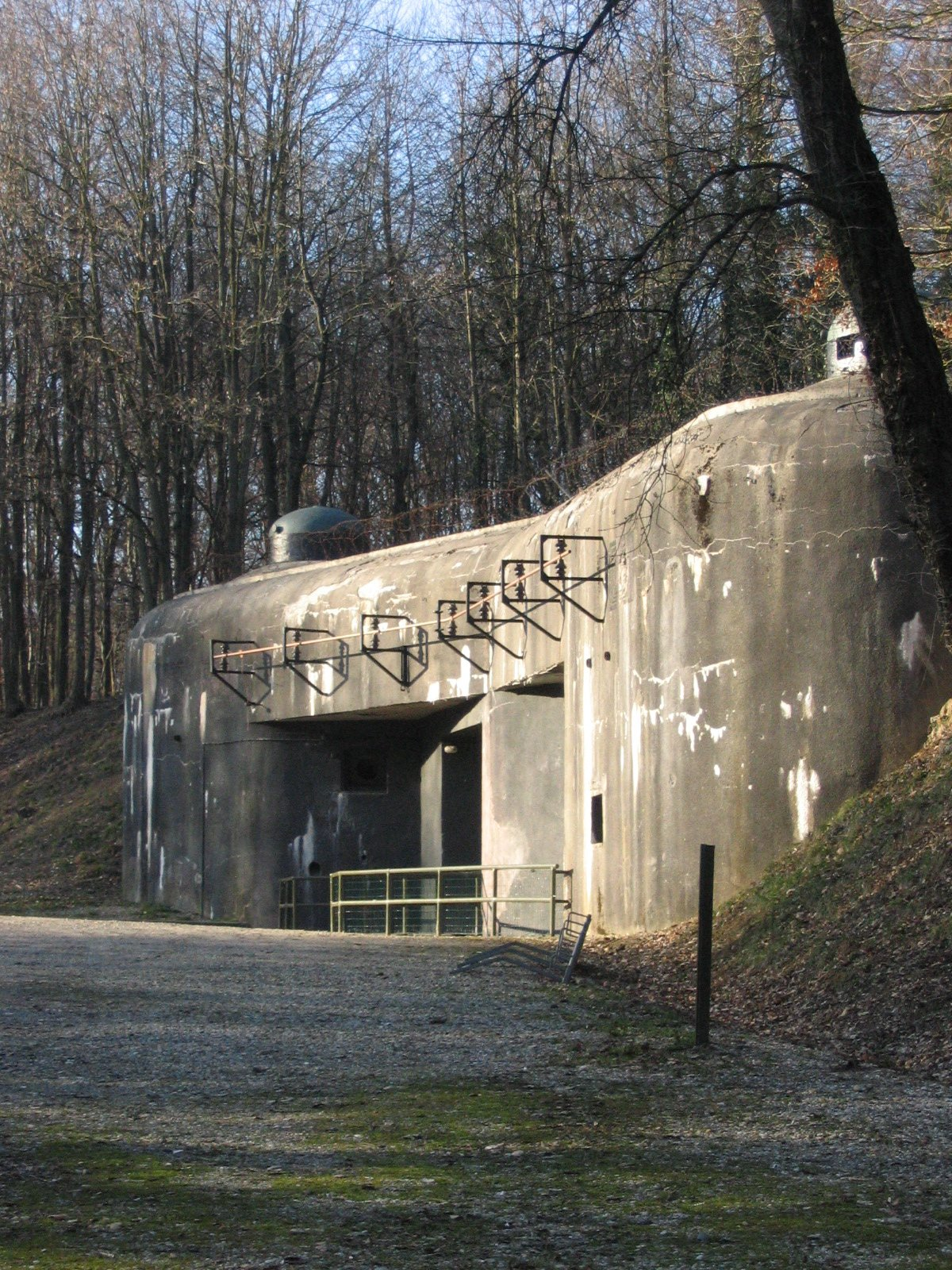
Entrée des munitions.
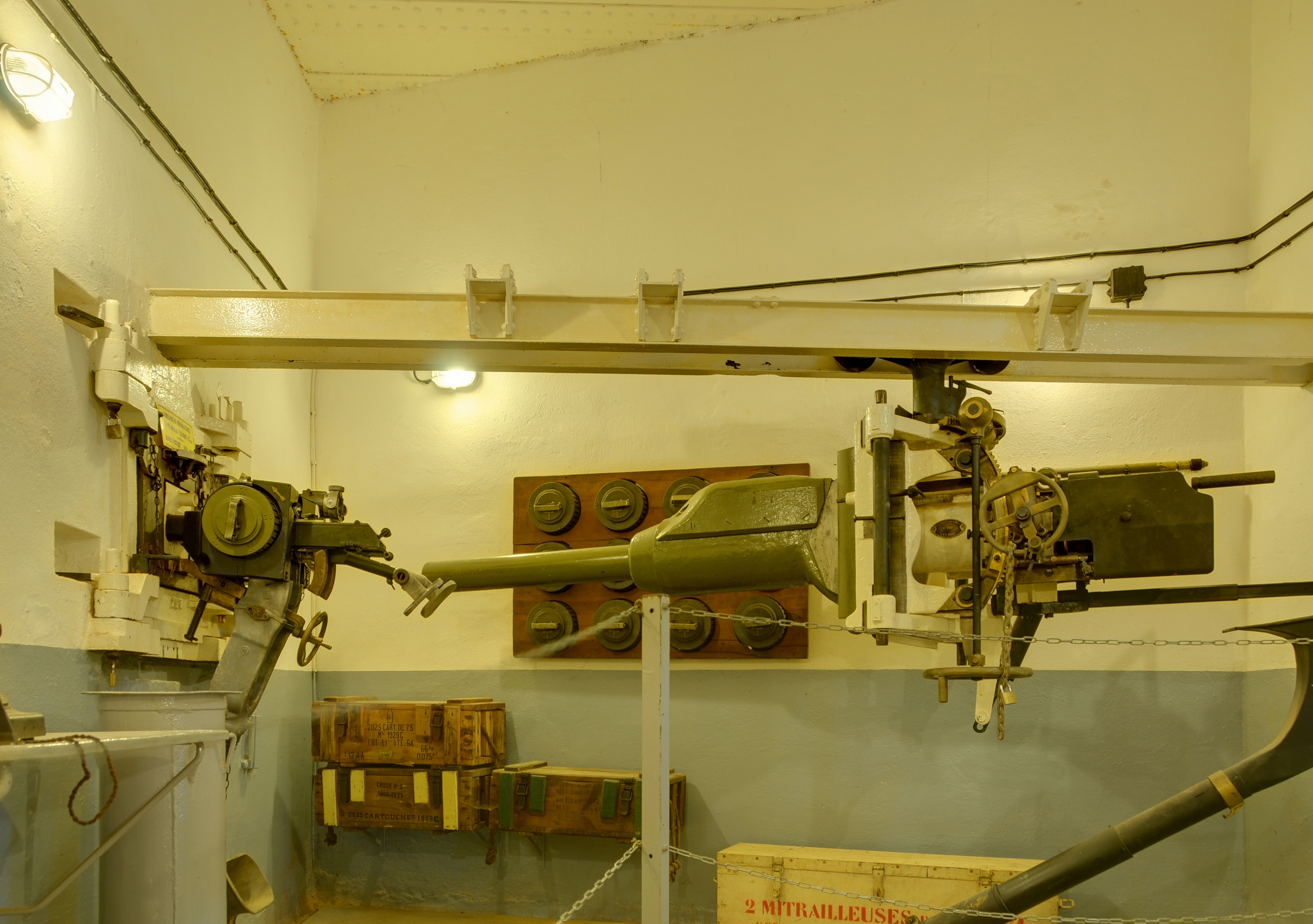
Le canon antichar de 47 mm et le jumelage de mitrailleuses à l'entrée du bloc 7.

Bloc 8
Le bloc 8 est le bloc d'entrée pour les hommes (EH). Dans sa configuration initiale, le bloc était semblable à toutes les entrées pour les hommes, il possédait pour sa défense rapprochée une cloche GFM, une cloche LG (lance-grenades), un créneau pour jumelage de mitrailleuses pouvant être remplacé par un canon antichar de 47 mm et de deux créneaux pour fusils-mitrailleurs. Il possède un monte-charge dont le puits sert aussi de ventilation.
En raison des explosions internes causées par les Allemands en 1944, le bloc a été reconstruit selon des plans établis en 1950.

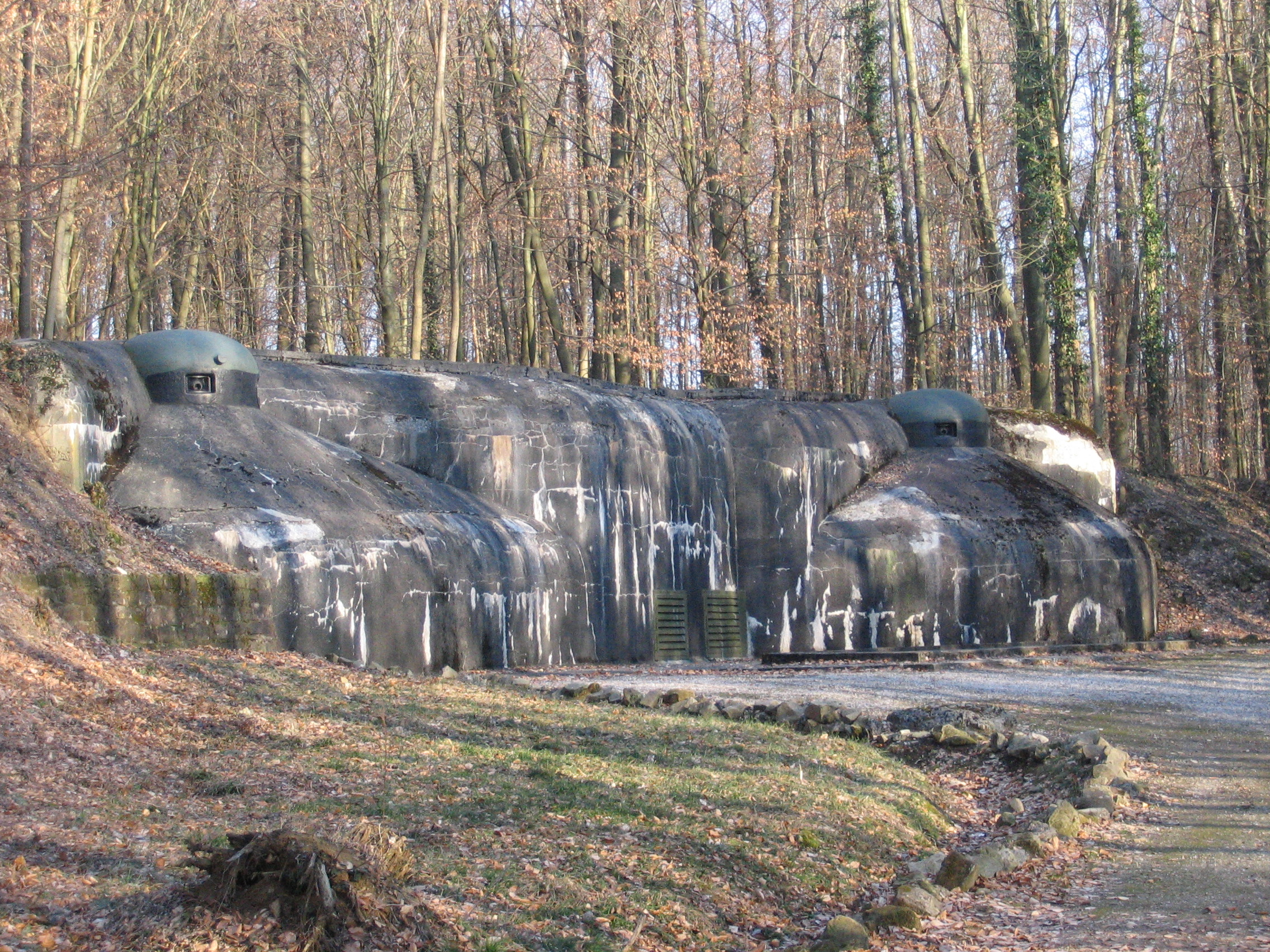
Entrée des hommes (modifiée).
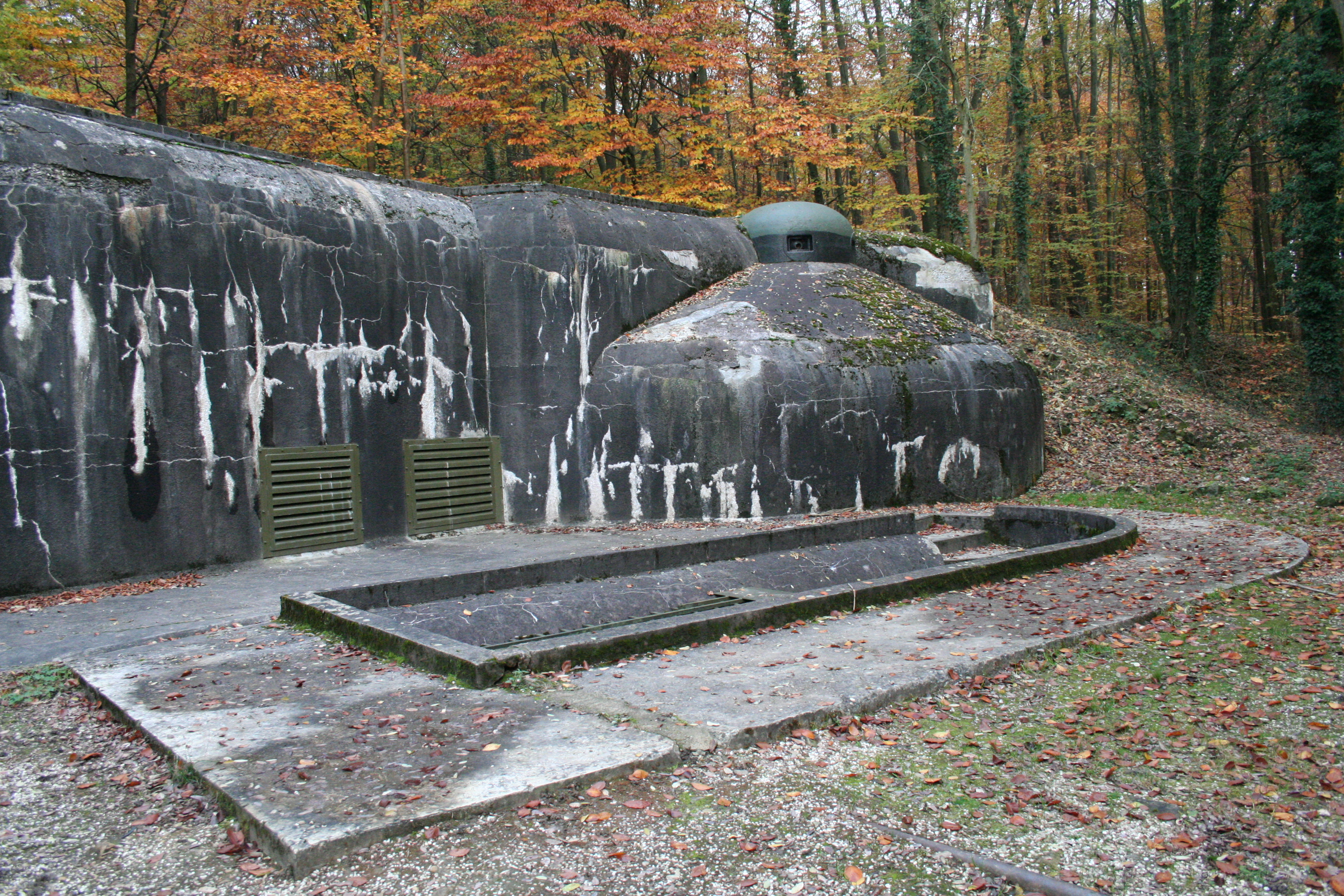
Escalier et entrée des hommes.
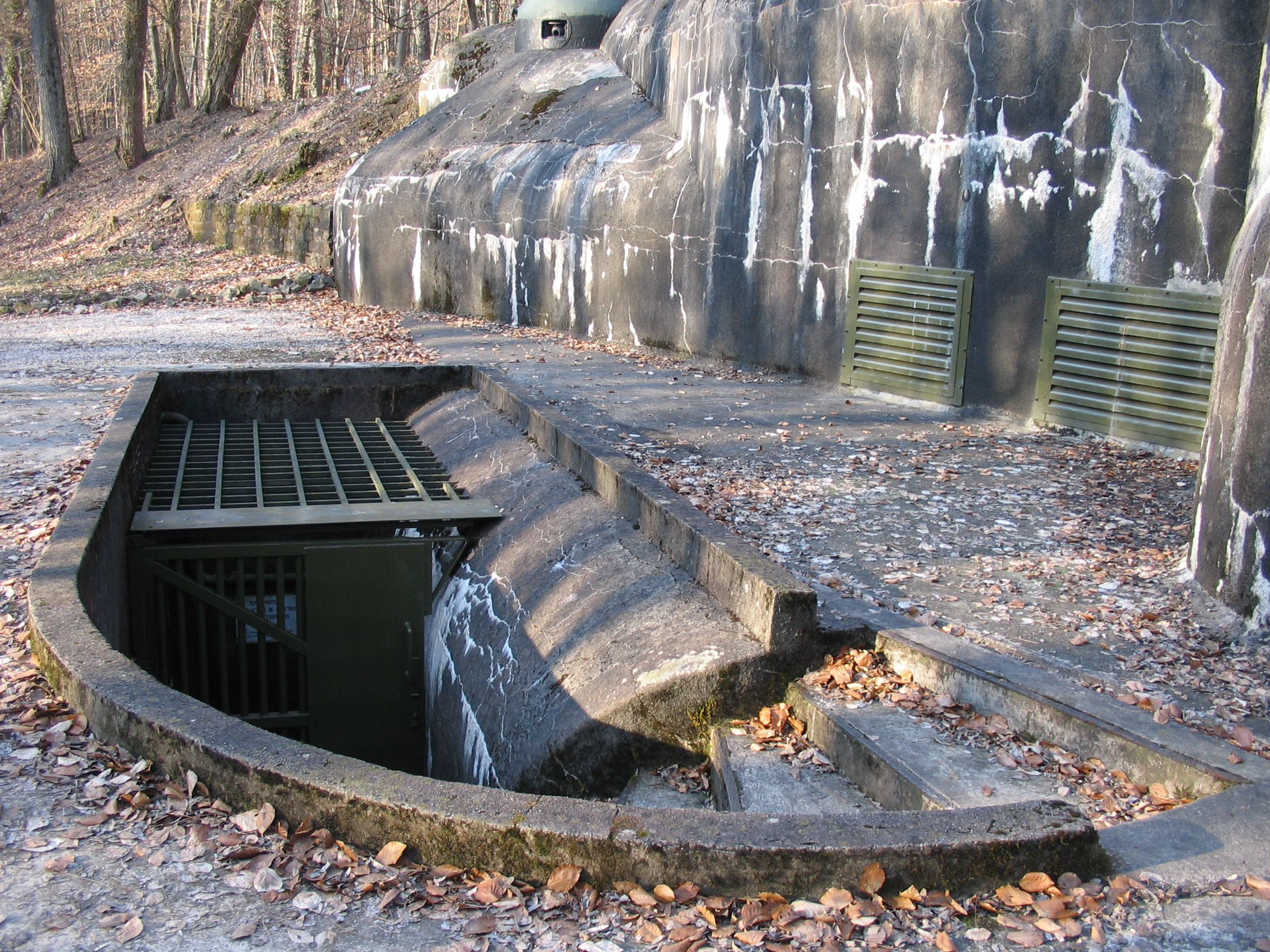
Accès actuel pour l'entrée des hommes.

### Dessous
Les dessous de l'ouvrage abritent la caserne, la cuisine, les filtres à gaz, l'infirmerie mais surtout le cœur de tous les ouvrages de la ligne Maginot : l'usine électrique.
Usine

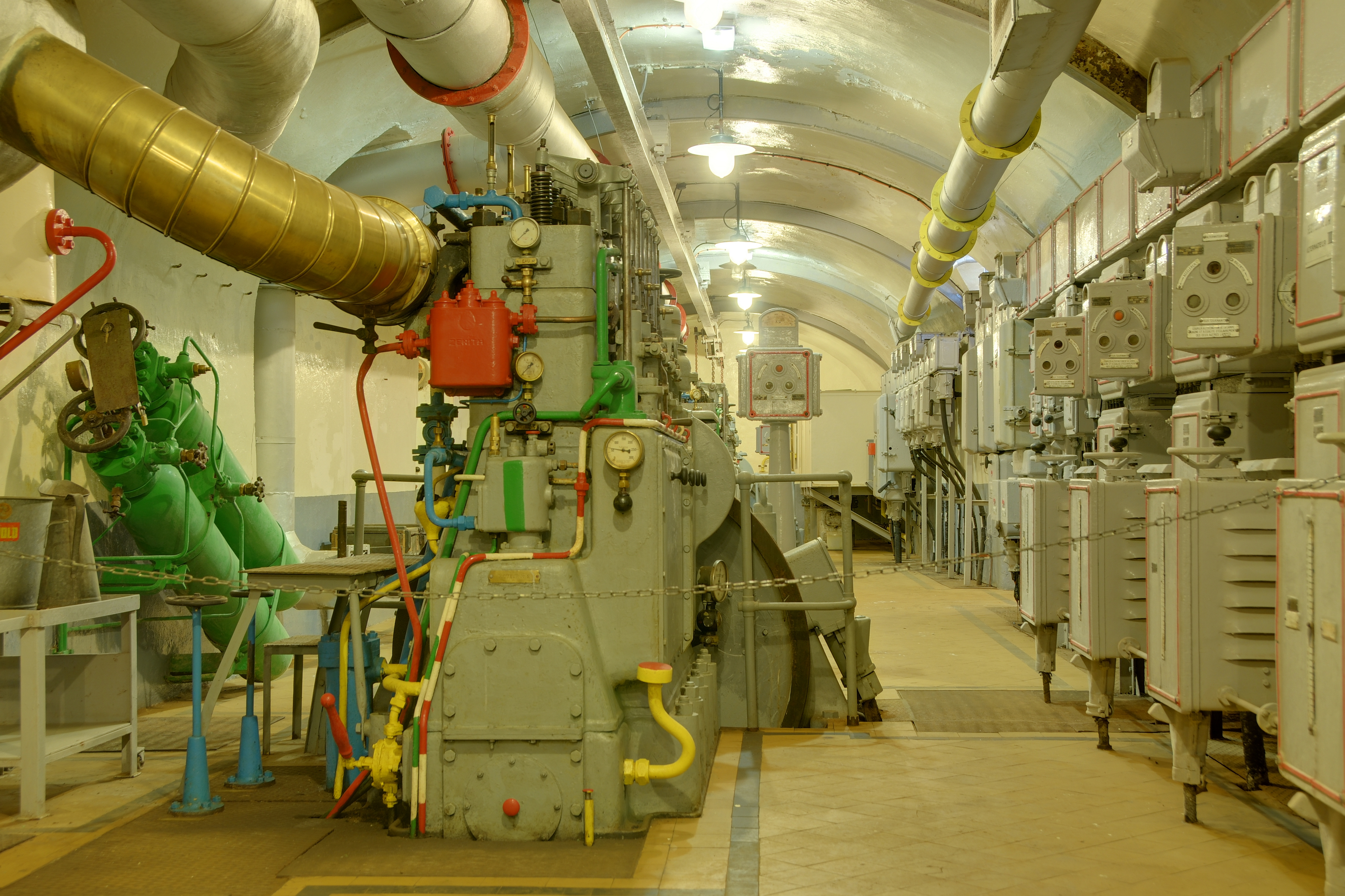
La salle des groupes électrogènes.

L'usine est la centrale électrique. Elle est le cœur de l'ouvrage, c'est elle qui va produire l'électricité nécessaire au bon fonctionnement de l'ouvrage en cas de coupure électrique du secteur civil. À l'extérieur, près du bloc 8 se trouve le transformateur de l'ouvrage, il abaisse la tension à 20 000 volts pour alimenter le fort. Bien qu'il soit situé près des arrières, il n'est pas protégé contre les bombardements. L'ouvrage de Schœnenbourg dispose de quatre groupes électrogènes, composés chacun d'un moteur Diesel Sulzer 4 KD 22 (à quatre cylindres, fournissant 165 ch à 600 tr/min) couplé à un alternateur de 165 kVA pour une tension de 440 volts, complétés par un petit groupe auxiliaire (un moteur CLM 1 PJ 65, de 8 ch à 1 000 tr/min) servant à l'éclairage d'urgence de l'usine et au démarrage pneumatique des gros diesels. Le refroidissement des moteurs se fait par circulation d'eau, fournie par une réserve d'eau de 200 000 litres qui va ensuite circuler dans la caserne pour servir de chauffage. Il existe une réserve de gazole de 90 000 litres.
Sous-station traction
Le train interne, qui permet de relier les avants et les arrières rapidement, doit être alimenté par une tension de 600 volts continu. C'est le rôle de la sous-station "traction" de transformer le courant de 440 volts alternatif en 600 volts continu. Son deuxième rôle est d'élever la tension à 3 000 volts alternatif pour l'alimentation des avants qui sont distants de plusieurs centaines de mètres.
Sous-station des avants
C'est là que le courant de 3 000 volts est redescendu à une tension de 440 volts pour alimenter les blocs avants.
Ventilation

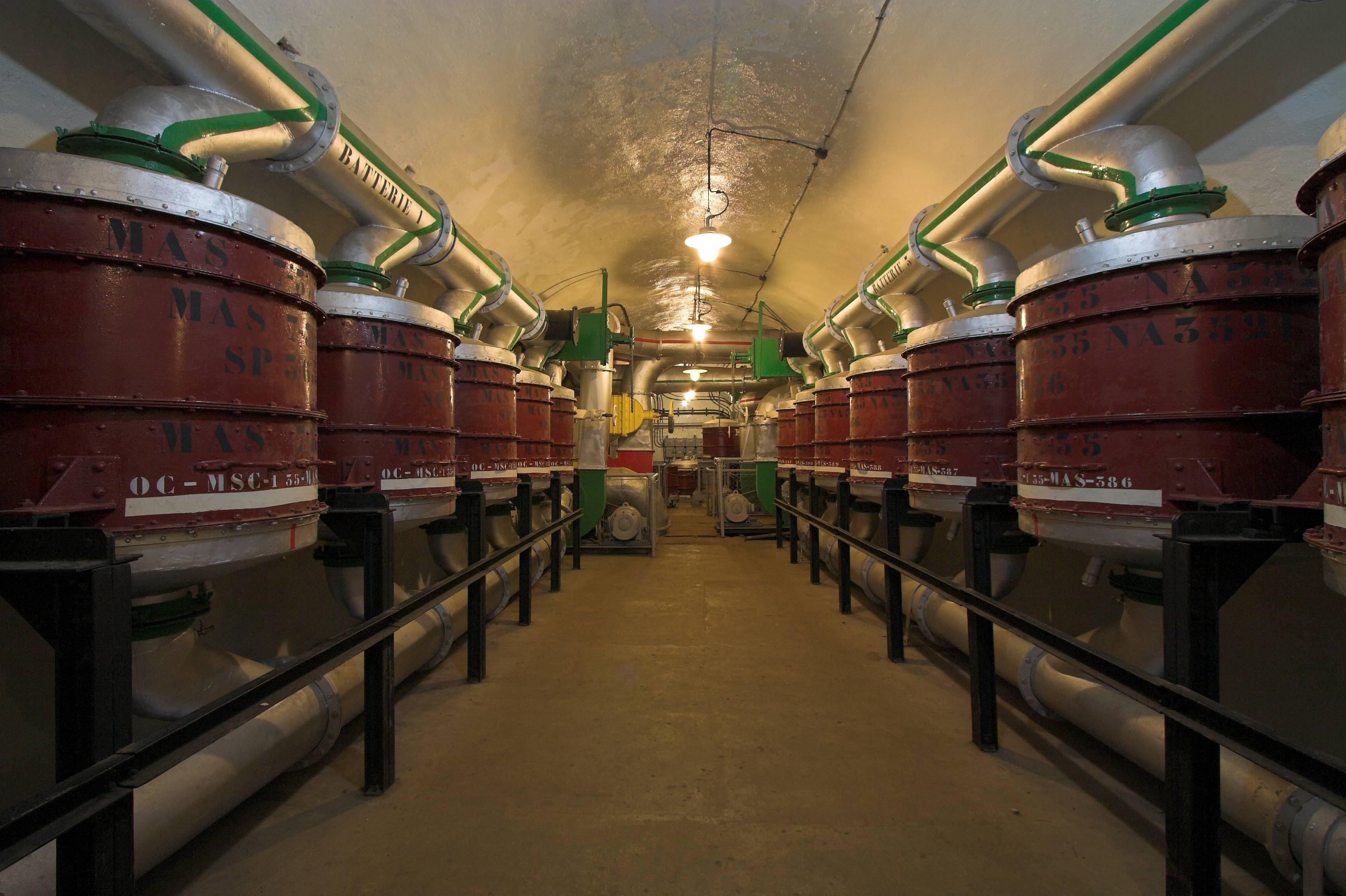
Les batteries de filtres.

Encore une fois, les enseignements de 1916 se font ressentir au niveau des risques liés aux gaz de combat. Contrairement aux forts Séré de Rivières conçus et construits après la guerre de 1870 et donc avant l'utilisation militaire des gaz de combat, forts en service lors de la Première Guerre mondiale, la ligne Maginot a été équipée d'un système de ventilation extrêmement performant. Cette ventilation permet de faire face à tous les types de gaz de combat existant en 1930.
L'air nécessaire à l'ouvrage provient normalement d'une aspiration par les entrées. Cet air est pulsé dans les galeries et dans les blocs de combat. L'air vicié en provenance de l'usine, de la caserne et des cuisines est rejeté par le bloc d'entrée des hommes.
Dans les blocs ou blockhaus où se trouvent des armes, les ventilateurs assurent une légère surpression qui joue deux rôles : 
- évacuer au maximum les gaz dus aux tirs,
- empêcher les gaz toxiques de pénétrer dans les blocs.

L'évacuation des gaz dus aux tirs est faite par un autre ensemble de ventilateurs refoulants qui prennent les gaz dans les chambres de tir et dans les points de chute des douilles.
Comme les prises d'air des entrées peuvent se trouver dans une nappe toxique envoyée par l'ennemi, l'air aspiré passe d'abord dans une partie des quatre batteries de sept filtres avant d'être envoyé dans la galerie. Mais il est alors insuffisant pour fournir les blocs de combat. Dans ce cas de passage au régime "air gazé", les blocs deviennent autonomes et aspirent l'air qui leur est nécessaire à l'extérieur avec des ventilateurs qui leur sont propres.
Si les blocs de combat sont eux-mêmes dans une nappe toxique, l'air doit alors passer par des batteries de filtres de blocs dont le volume est variable avec le type du bloc.
Galerie principale

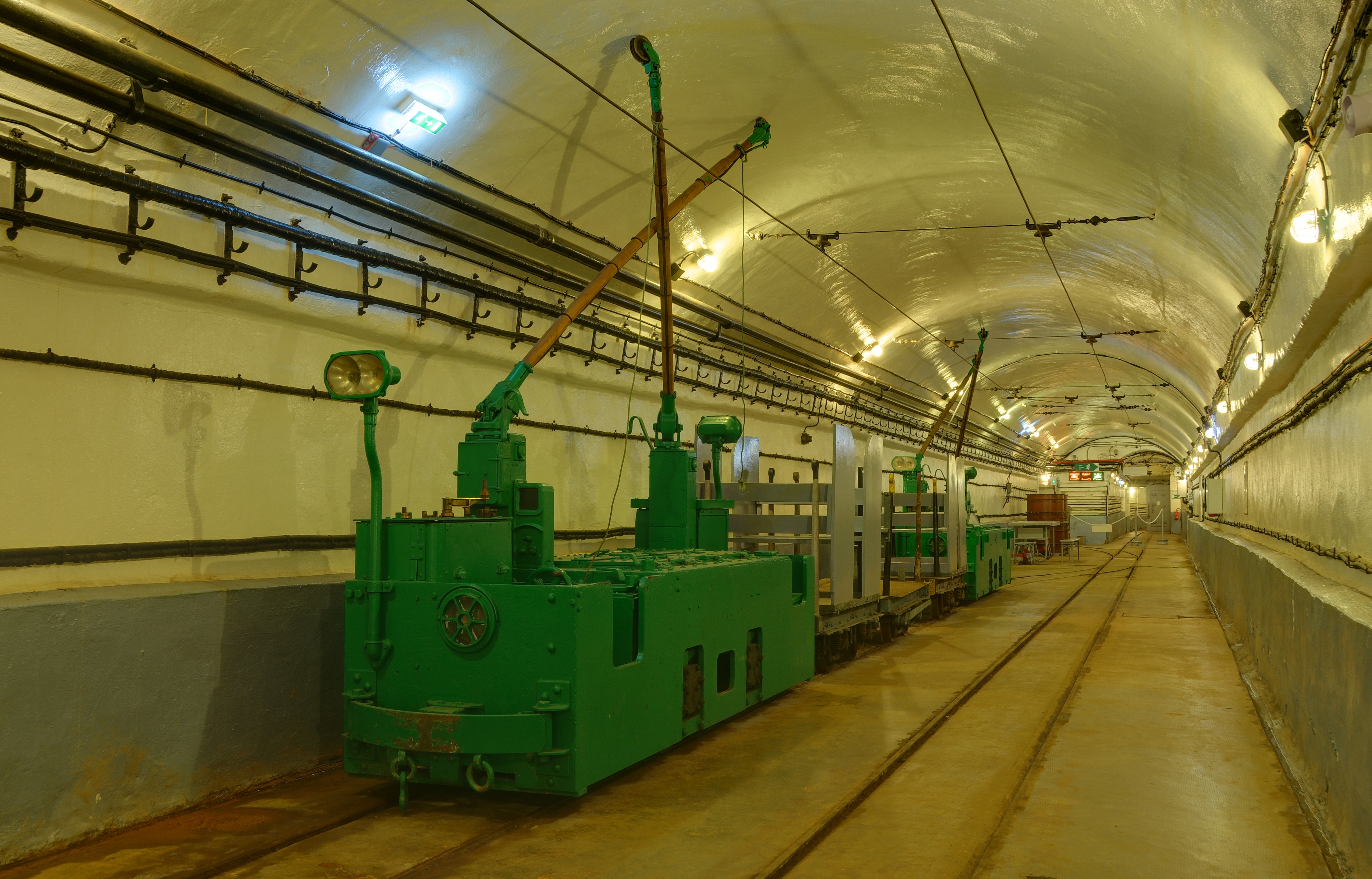
La gare des arrières dans la galerie principale.

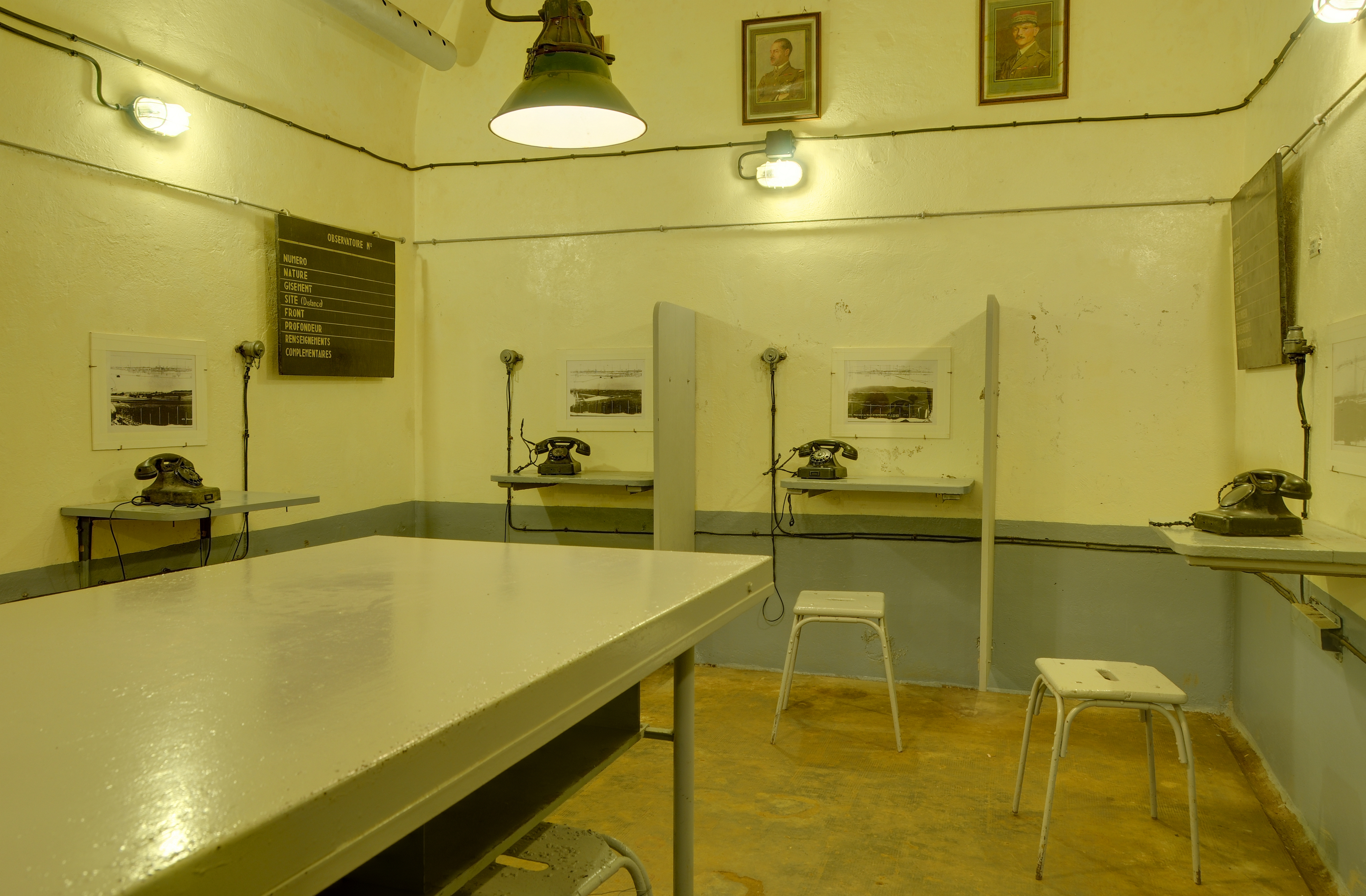
Le poste de commandement de l'infanterie.

La galerie principale permet de relier les avants et les arrières. Elle est équipée d'une voie de 60 qui permet d'acheminer rapidement les munitions et la nourriture des soldats au combat depuis les magasins du bloc 7 vers les blocs de combats.
Une issue de secours secrète se trouve le long de la galerie un peu après la gare arrière. Cette issue de secours débouche à la verticale de la galerie dans la forêt. Une échelle métallique permet d'accéder à un palier à mi-niveau ; à partir de ce palier, le puits de sortie est rempli par du gravier. Au moment voulu, il faut faire tomber le gravier dans un puits inférieur par un système de trappe, ce qui permet de rendre accessible l'échelle métallique qui débouche dans la forêt. De l'extérieur, l'issue reste invisible tant qu'elle n'est pas mise en service.
Au milieu de la galerie, au niveau de la courbure, se trouve l'égout. L'égout évacue les eaux usées vers l'extérieur, c'est donc le point le plus bas de l'ouvrage (-35 m). Cet égout est une galerie longue de 240 mètres qui débouche dans une crevasse de la forêt, ce qui empêche l'ennemi d'y parvenir mais permet à l'équipage de s'en servir comme sortie de secours. L'égout est tout de même protégé par un blockhaus interne armé de fusils-mitrailleurs.
Un peu plus loin le long de la galerie se trouve le poste de commandement (PC). Il se décompose en trois parties :
- le poste de commandement de l'ouvrage (PCC) ;
- le poste de commandement de l'artillerie de l'ouvrage (PCA) ;
- le poste de commandement de l'infanterie de l'ouvrage (PCI).

C'est ici que se concentrent toutes les informations recueillies par les observatoires et les blocs de combats et qui, après traitement, font l'objet d'un envoi de commande de tir aux blocs de combat.

## Histoire
L'ouvrage de Schœnenbourg est parmi ceux qui ont le plus combattu pendant les combats de juin 1940. Du 3 septembre 1939 au 25 juin 1940, il tira 15 792 obus de 75 mm et 682 obus de 81 mm, soit un total de 16 474 obus en 10 mois, dont 13 388 coups en dix jours (du 14 au 25 juin) auxquels se rajoutent 723 obus de 120 mm. Pendant cette période, il reçut 56 obus de 420 mm, 33 obus de 280 mm, 160 bombes d'avion et 3 000 obus de 150 mm et 105 mm.
Invaincu, il résista aux assauts ennemis jusqu'au 1er juillet 1940, soit six jours après l'armistice. Il ne se rendit que sur ordre du haut commandement français.

## Visites
L'ouvrage est aujourd'hui géré par l'« Association des Amis de la Ligne Maginot d'Alsace » qui s'occupe de la restauration de l'Ouvrage et propose des visites. Contrairement à beaucoup de musées consacrés à la ligne Maginot, celui de Schœnenbourg ne présente pas d'armes ni équipements liés ; le fort est restauré tel qu'en 1939.
L'accueil se fait au bloc 7. Depuis Schœnenbourg il suffit de suivre les panneaux « Ligne Maginot, Fort de Schœnenbourg ». La visite dure environ deux heures à 30 mètres sous terre, à une température ambiante constante de 13 °C, pour un parcours de 3 km. La visite est libre sur un circuit fléché et peut être abrégée ; elle est agrémentée par des mises en ambiances sonores telles qu'en 1940.
À titre informatif, en 2010, le tarif de la visite était, pour les individuels, de 9 € pour les adultes, de 5 € pour les moins de 18 ans. La visite était gratuite pour les moins de 6 ans.
Des visites guidées peuvent être organisées pour les groupes et ce toute l'année, y compris les jours fériés (renseignements et réservations auprès de l'office du tourisme de Hunspach).
En 2022, le fort de Schœnenbourg a remporté la deuxième place de l'émission Le Monument préféré des Français.